# العلاقات الإستونية الدومينيكانية
العلاقات الإستونية الدومينيكانية هي العلاقات الثنائية التي تجمع بين إستونيا وجمهورية الدومينيكان.

## مقارنة بين البلدين
هذه مقارنة عامة ومرجعية للدولتين:
| وجه المقارنة                                              | إستونيا                                                                             | جمهورية الدومينيكان |
| --------------------------------------------------------- | ----------------------------------------------------------------------------------- | ------------------- |
| المساحة (كم2)                                             | 45.34 ألف                                                                           | 48.67 ألف           |
| عدد السكان (نسمة)                                         | 1.32 مليون                                                                          | 10.40 مليون         |
| الكثافة السكانية (ن./كم²)                                 | 29.11                                                                               | 213.68              |
| العاصمة                                                   | تالين                                                                               | سانتو دومينغو       |
| اللغة الرسمية                                             | اللغة الإستونية                                                                     | اللغة الإسبانية     |
| العملة                                                    | يورو، كرون إستوني، كرون إستوني، المارك الإستوني                                     | بيزو دومنيكاني      |
| الناتج المحلي الإجمالي (بليون دولار)                      | 25.92 مليار                                                                         | 75.93 مليار         |
| الناتج المحلي الإجمالي (تعادل القوة الشرائية) بليون دولار | 38.11 مليار                                                                         | 149.89 مليار        |
| الناتج المحلي الإجمالي الاسمي للفرد دولار أمريكي          | 17.79 ألف                                                                           | 6.47 ألف            |
| الناتج المحلي الإجمالي للفرد دولار أمريكي                 | 28.14 ألف                                                                           | 13.26 ألف           |
| مؤشر التنمية البشرية                                      | 0.871                                                                               | 0.715               |
| رمز المكالمات الدولي                                      | +372                                                                                | +1809، +1829، +1849 |
| رمز الإنترنت                                              | .ee                                                                                 | .do                 |
| المنطقة الزمنية                                           | ت ع م+02:00، ت ع م+03:00، توقيت شرق أوروبا، أوروبا/تالين ‏، توقيت شرق أوروبا الصيفي ‏ | 00                  |

## منظمات دولية مشتركة
يشترك البلدان في عضوية مجموعة من المنظمات الدولية، منها:
| علم المنظمة | اسم المنظمة                        | تاريخ انضمام إستونيا | تاريخ انضمام جمهورية الدومينيكان |
| ----------- | ---------------------------------- | -------------------- | -------------------------------- |
|             | المنظمة الهيدروغرافية الدولية      | ?                    | ?                                |
|             | الاتحاد البريدي العالمي            | ?                    | ?                                |
|             | يونسكو                             | 14 أكتوبر 1991       | 4 نوفمبر 1946                    |
|             | البنك الدولي للإنشاء والتعمير      | 23 يونيو 1992        | 18 سبتمبر 1961                   |
|             | منظمة التجارة العالمية             | ?                    | ?                                |
|             | وكالة ضمان الاستثمار متعدد الأطراف | 24 سبتمبر 1992       | 7 مارس 1997                      |
|             | منظمة الشرطة الجنائية الدولية      | ?                    | ?                                |
|             | مؤسسة التمويل الدولية              | 9 أغسطس 1993         | 31 أكتوبر 1961                   |
|             | الأمم المتحدة                      | 17 سبتمبر 1991       | 24 أكتوبر 1945                   |
|             | مؤسسة التنمية الدولية              | 11 أكتوبر 2008       | 16 نوفمبر 1962                   |
|             | منظمة حظر الأسلحة الكيميائية       | ?                    | ?                                |

## وصلات خارجية
- موقع وزارة الخارجية الإستونية